# Ernst Jaffé
Ernst Jaffé, född 1873, död 1916, var en tysk konsthistoriker.
Jaffé skrev bland annat en biografi över J.A. Koch (Joseph Koch. Sein Leben und Schaffen, Berlin 1904) och utgav Vasari på tyska (Lebensbeschreibungen der ausgezeichnetsten Maler, Bildhauer und Architekten der Renaissance, Berlin 1910).